# Бургоська хроніка
Бургоська хроніка (лат. Chronicon Burgense) — середньовічна анонімна хроніка латиною, що змальовує події на Піренейському півострові від Різдва Христового до 1212 року. Отримала назву за назвою міста Бургос, у кафедральному соборі хроніку було знайдено. Опублікована 1767 року у 23 томі «Святої Іспанії».

## Історія та значення
«Бургоська хроніка» була знайдена на початку XVIII століття у складі календаря, що містився в рукописі XIII століття. Перше друковане видання відбулось 1721 року в Мадриді. 1767 року хроніка була опублікована як додаток до двадцять третього тому «España sagrada». Те видання стало основою для всіх подальших публікацій цього історичного джерела.
Текст хроніки подекуди дослівно збігається з текстами «Анналів Компостели» та «Малої Амвросіанської хроніки». Тому ці три історичних джерела іноді об'єднують в одну групу, що отримала умовну назву «Ріохські літописи» за місцем їх імовірного створення (Ріоха). Одночасно, частина істориків вважає, що Бургоська хроніка має кастильське походження.
Незважаючи на часті помилки в хронології, Бургоська хроніка через наявність у своєму складі значного числа унікальних свідчень, є цінним джерелом з історії християнських областей Піренейського півострова (особливо Кастилії) IX—XIII століть.

## Зміст
Бургоська хроніка починається з передмови, що оповідає про датування подій за іспанською ерою, яке існувало в ранньому середньовіччі на території Піренейського півострова. Початок хроніки є переліком дат смертей деяких християнських святих, в тому числі Леандра й Ісидора Севільських. Це є найменш значимою частиною хроніки. Починаючи з повідомлення про правління короля вестготів Родеріха, хроніка основну свою увагу приділяє подіям, що відбулись у Кастилії та Наваррі. У тій частині хронічки міститься ціла низка повідомлень, що відсутні в інших історичних джерелах. До таких свідчень належать записи про діяльність перших графів Кастилії Родріго та Дієго Родрігеса Порселоса, про астурійську колонізацію, про одне з найперших на Піренейському півострові документально засвідчених спостережень болідів, про обставини смерті графа Кастилії Гарсії I та правління його наступників Санчо I та Гарсії II. У подальшому Бургоська хроніка, в основному, містить відомості про смерті правителів і знаті Кастильського королівства, а також про битви Реконкісти. Хроніка завершується описом перемоги іспанських християн над маврами у битві при Навас-де-Толосі 1212 року.

## Видання
- Chronicon Burgense // España sagrada. Madrid, 1767. Tomo 23. P. 305—310.